# Первая битва при Брашове
Первая битва при Брашове — сражение между войсками империи Габсбургов и армией княжества Валахии во главе с Раду Щербанем с одной стороны и войсками княжества Трансильвания во главе с Мозешем Секели с другой стороны, произошедшее 17 июля 1603 году возле города Брашов в ходе Тринадцатилетней войны в Венгрии. Историки называют эту битву первой битвой при Брашове, чтобы отличить её от второй битвы при Брашове в 1611 году, где Раду Щербан разбил трансильванского князя Габриэля Батори.

## Предыстория
В 1603 году по призыву Габсбургов валашский господарь Раду Щербан участвовал в военной кампании против коалиции венгерских магнатов во главе с трансильванским князем Мозешем Секели, которые пытались выдворить Габсбургов из Трансильвании. Основной причиной похода Раду Щербана в Трансильванию было желание обезопасить северную границу Валахии от вторжения трансильванцев, так как последние стали вассалами Османской империи, с которой Раду Щербан вел войну.

## История
Передовой отряд валахов под командованием Георгия Раца Василия Марса пересек Карпаты и занял позицию возле Брашова. Брашов являлся городом трансильванских саксов и был не подконтролен трансильванцам, саксы традиционно поддерживали Габсбургов. Воеводы с основными армиями пересекли Карпаты через перевал Рукар-Бран, соединившись с авангардом во главе с Георгем Рацой. Мозеш Секели подступил к городу со своей армией, состоящей из 4000 венгров, 2000 татар и 25 пушек. Учитывая, что силы Секели были значительно меньше, чем у валашско-габсбургской коалиции, было принято решение придерживаться оборонительной тактики и укрепиться в лагере.
Решающая битва произошла утром 17 июля 1603 года, когда стремительная атака валахов прорвала оборону трансильванцев и обратила их в бегство. Кавалерия Щербана ещё долго преследовала бегущих трансильванцев. Во время бегства был убит Мозеш Секели. Имперский генерал Джорджио Баста, который находился в Сату-Маре, боялся, что Раду Щербан захватит всю Трансильванию, но князь, удовлетворившись этой победой, обезопасившей его северный фланг, развернул свои войска и вернулся в Валахию.